# ديبورا هولتز
ديبورا هولتز (بالإسبانية: Deborah Holtz)‏ هي كاتِبة مكسيكية، ولدت في 18 يناير 1960 في مدينة مكسيكو في المكسيك.